# جزيرة سيا (حجة)

تعديل مصدري - تعديل

جزيرة سيا (العنصرات) هي إحدى جزر مديرية ميدي التابعة لمحافظة حجة.